# سينشي (مدينة)
سينشي (بالصينية: 岑溪市) هي مدينة من مدن الصين. يبلغ عدد سكانها 840000 نسمة حسب إحصائيات سنة 2006. يبلغ ارتفاع المدينة عن سطح البحر قرابة 107 متر. تبلغ مساحتها 2783 كم².

## المناخ
يظهر الجدول التالي التغييرات المناخية على مدار السنة لسينشي:
| البيانات المناخية لـسينشي                        | البيانات المناخية لـسينشي | البيانات المناخية لـسينشي | البيانات المناخية لـسينشي | البيانات المناخية لـسينشي | البيانات المناخية لـسينشي | البيانات المناخية لـسينشي | البيانات المناخية لـسينشي | البيانات المناخية لـسينشي | البيانات المناخية لـسينشي | البيانات المناخية لـسينشي | البيانات المناخية لـسينشي | البيانات المناخية لـسينشي | البيانات المناخية لـسينشي |
| الشهر                                            | يناير                     | فبراير                    | مارس                      | أبريل                     | مايو                      | يونيو                     | يوليو                     | أغسطس                     | سبتمبر                    | أكتوبر                    | نوفمبر                    | ديسمبر                    | المعدل السنوي             |
| ------------------------------------------------ | ------------------------- | ------------------------- | ------------------------- | ------------------------- | ------------------------- | ------------------------- | ------------------------- | ------------------------- | ------------------------- | ------------------------- | ------------------------- | ------------------------- | ------------------------- |
| الدرجة القصوى °م (°ف)                            | 29.8 (85.6)               | 34.8 (94.6)               | 34.8 (94.6)               | 35.6 (96.1)               | 36.3 (97.3)               | 38.2 (100.8)              | 38.9 (102.0)              | 38.6 (101.5)              | 38.0 (100.4)              | 35.4 (95.7)               | 33.6 (92.5)               | 30.6 (87.1)               | 38.9 (102.0)              |
| متوسط درجة الحرارة الكبرى °م (°ف)                | 18.5 (65.3)               | 19.4 (66.9)               | 22.5 (72.5)               | 27.2 (81.0)               | 30.6 (87.1)               | 32.4 (90.3)               | 33.8 (92.8)               | 33.5 (92.3)               | 31.8 (89.2)               | 29.2 (84.6)               | 25.0 (77.0)               | 20.8 (69.4)               | 27.1 (80.7)               |
| المتوسط اليومي °م (°ف)                           | 13.0 (55.4)               | 14.7 (58.5)               | 18.0 (64.4)               | 22.7 (72.9)               | 25.7 (78.3)               | 27.5 (81.5)               | 28.4 (83.1)               | 28.1 (82.6)               | 26.3 (79.3)               | 23.3 (73.9)               | 18.5 (65.3)               | 14.3 (57.7)               | 21.7 (71.1)               |
| متوسط درجة الحرارة الصغرى °م (°ف)                | 9.5 (49.1)                | 11.6 (52.9)               | 14.9 (58.8)               | 19.6 (67.3)               | 22.4 (72.3)               | 24.3 (75.7)               | 24.8 (76.6)               | 24.7 (76.5)               | 22.9 (73.2)               | 19.2 (66.6)               | 14.2 (57.6)               | 10.0 (50.0)               | 18.2 (64.7)               |
| أدنى درجة حرارة °م (°ف)                          | −0.8 (30.6)               | 1.9 (35.4)                | 1.8 (35.2)                | 8.4 (47.1)                | 12.7 (54.9)               | 16.4 (61.5)               | 19.8 (67.6)               | 21.0 (69.8)               | 14.6 (58.3)               | 6.1 (43.0)                | 2.2 (36.0)                | −1.7 (28.9)               | −1.7 (28.9)               |
| الهطول مم (إنش)                                  | 53.0 (2.09)               | 66.0 (2.60)               | 81.0 (3.19)               | 159.8 (6.29)              | 239.3 (9.42)              | 209.8 (8.26)              | 185.1 (7.29)              | 201.8 (7.94)              | 134.2 (5.28)              | 73.4 (2.89)               | 41.4 (1.63)               | 29.8 (1.17)               | 1٬474٫6 (58.05)           |
| متوسط الرطوبة النسبية (%)                        | 77                        | 81                        | 81                        | 81                        | 81                        | 82                        | 79                        | 81                        | 81                        | 77                        | 75                        | 74                        | 79                        |
| المصدر: China Meteorological Data Service Center |                           |                           |                           |                           |                           |                           |                           |                           |                           |                           |                           |                           |                           |